# バーシャ! 踊る夕陽のビッグボス
『バーシャ! 踊る夕陽のビッグボス』（バーシャ! おどるゆうひのビッグボス、Baashha）は、1995年に公開されたインドのタミル語アクション映画。スレーシュ・クリシュナが監督を務め、主要キャストとしてラジニカーント、ナグマ、ラグヴァランが出演している。映画は15か月間上映されるヒット作となり、リメイク映画も製作された。2017年にはデジタル復元されたバージョンが公開されている。

## ストーリー
マドラスのリキシャの運転手マニカムは母と弟妹たちと暮らす男で、争いを好まず困っている人々を助ける誠実な人物だった。彼は亡父の遺言を守り弟妹が幸福な人生を送れるように奔走し、妹ギタが医科大学入学の見返りに学長から肉体的奉仕を要求され困惑している姿を見て大学に乗り込み、学長に自分の正体が「バーシャ」であることを告げ、無条件での入学を認めさせる。さらに妹カヴィタが富裕層の男との結婚を反対された際には、男の両親を説得して結婚を認めさせた。そんな中、マニカムは弟シヴァが警察官に採用された際に警察長官ディナカルに呼び出され、彼から正体を疑われる。
マニカムは偶然知り合ったプリアから好意を抱かれるが、彼女の父が「バーシャ」時代に出会ったキーシャバと知り距離を置こうとするが、プリアの想いは変わらなかった。同時にプリアも父の正体が密輸業者と知り距離を置こうとする。同じころ、街のギャングのインドランから上納金を要求され暴力を振るわれた老人を助けたシヴァがインドランたちにリンチされそうになる場面を目撃したマニカムは助けに入り、代わりに自分を痛めつけるように求める。求めを受け入れたインドランはマニカムを街路灯に縛り付けてリンチするが、マニカムは一切抵抗せずに殴られ続けた。その後、シヴァはインドランを逮捕するが数日後に釈放され、彼は報復として公衆の面前でギタをレイプしようとする。それを見たマニカムはインドラン一味を袋叩きにしてギタを救出するが、彼の豹変した暴力的な姿を見たシヴァは兄の正体を探り始める。
4年前。マニカムはボンベイでギャングとして活動していた。彼は親友のアンワル・バーシャと共に街を支配していたマーク・アントニーに抵抗していたが、アントニーによってアンワルを殺され、復讐のため親友の名前「バーシャ」を引き継ぎギャングの道に進んだ。バーシャはアントニーに虐げられた人々から支持され、アントニーに対抗する巨大なギャング組織を率いてアントニーの活動を妨害するようになった。アントニーの部下だったマニカムの父ランガサミは息子を説得してアントニーに服従するように訴えるが、バーシャは拒否してアントニーの取り巻きを全員引き抜いてしまう。アントニーは部下のキーシャバにバーシャの暗殺を命じるが失敗し、追い詰められたアントニーはマニカムが作ったバーシャ財団を爆破するが、証拠写真を撮られて警察に逮捕される。しかし、アントニーは逮捕直前にバーシャを殺そうとし、身代わりになったランガサミが射殺される。ランガサミはバーシャにギャングから足を洗い誠実に生きるように告げ、バーシャは自動車事故死を偽装してボンベイを離れ、マドラスに移住した。一方、キーシャバはアントニーの妻子を殺して財産を奪い逃亡し、同じくマドラスに移住して密輸業者となり巨万の富を得ていた。
キーシャバは自分の財産を守るため、相続人であるプリアを自分の部下と結婚させようとするが、マニカムに阻止されてしまう。同じころ、バーシャが生きていることを知ったアントニーが刑務所を脱走し、マドラスにやって来る。アントニーは自分を裏切ったキーシャバを殺し、プリアとマニカムの母と妹たちを拉致する。マニカムはプリアたちを助けるためアントニーのアジトに向かい、同時にディナカルから兄の正体を聞かされたシヴァもアントニーのアジトに向かう。プリアたちを助け出したマニカムはアントニーを追い詰めて殺そうとするが、現場に駆け付けたディナカルに制止される。アントニーはディナカルの拳銃を奪いマニカムを殺そうとするが、シヴァに射殺される。マニカムは「ギャングだった自分には相応しくない」としてプリアの元を去ろうとするが、プリアはマニカムを受け入れ、2人は結ばれる。

## キャスト
- マニカム / マニ・バーシャ - ラジニカーント[2]
- プリア - ナグマ[2]
- マーク・アントニー - ラグヴァラン（英語版）[3]
- ムルティー - ジャナガラージュ（英語版）[4]
- キーシャバ - デーヴァン（英語版）[2]
- シヴァ - シャシ・クマール（英語版）[5]
- ランガサミ - ヴィジャヤクマール[2]
- インドラン - アーナンダラージ（英語版）[2]
- アンワル・バーシャ - チャラン・ラージ（英語版）[2]
- ディナカル警察長官 - キッティ（英語版）[2]
- ヴィジャヤラクシュミ - サティヤプリヤー（英語版）[6]
- カヴィタ - シェンバガ（英語版）[5]
- ギタ - ユヴァラーニ（英語版）[5]
- 学長 - セードゥ・ヴィナヤガム（英語版）[7]
- マーク・アントニーの娘 - ヘマラータ（英語版）[8]

## 製作

### 企画

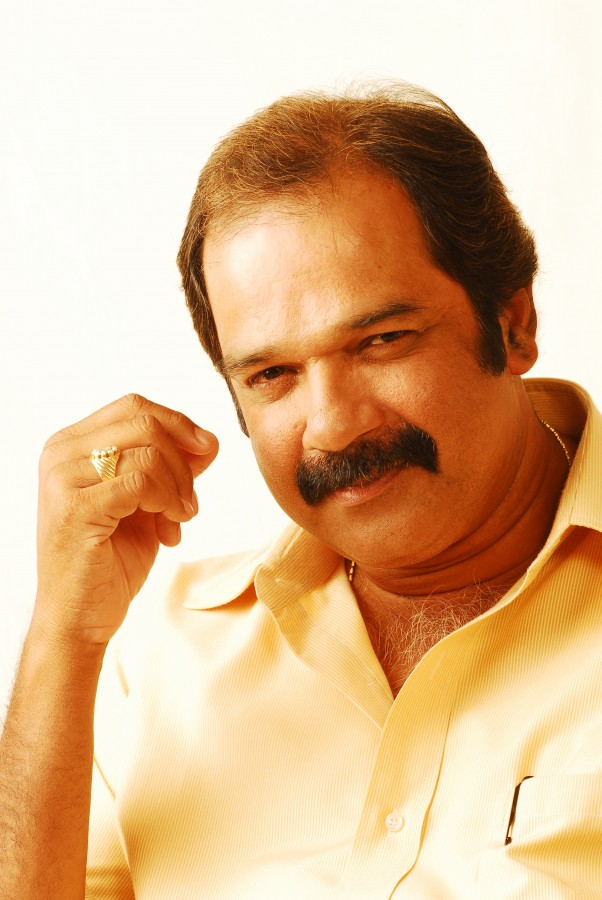
スレーシュ・クリシュナ

『タイガー・炎の3兄弟』製作中、監督のムクル・S・アーナンドは「主人公タイガーが弟ヴィジャイの警察学校入学を手助けする」というシーンについてラジニカーントと話し合い、アーナンドは映画に相応しくないと判断して脚本からシーンを除去した。しかし、ラジニカーントはそのシーンが長編映画の脚本に発展する可能性があると考えていた。彼は『Annaamalai』の撮影中に監督のスレーシュ・クリシュナともシーンについて話し合い、クリシュナも興味を示した。ラジニカーントはそのシーンを採用した映画のタイトルを「Baashha（バーシャ! 踊る夕陽のビッグボス）」にするように提案し、クリシュナはタイトルを受け入れると同時にイスラム教の要素を映画に盛り込むように提案した。クリシュナは『ヴィーラ 踊るONE MORE NIGHT!』製作中に『バーシャ! 踊る夕陽のビッグボス』の企画を進めようとしたが、ラジニカーントは『ヴィーラ 踊るONE MORE NIGHT!』の完成後に企画を進めようと考えていた。該当のシーンは『バーシャ! 踊る夕陽のビッグボス』の中で「主人公マニカムが妹の医科大学入学を手助けする」という形で採用され、クリシュナは映画全体のストーリーの構築に取り掛かった。当初の脚本ではマニカムはバスの車掌として登場する予定だったが、最終的にリキシャの運転手という設定に決まった。クリシュナはこれについて「リキシャの運転手は、私の周囲の中で最も一般的な人でした。そして、ラジニカーントもその考えを気に入っていました」と語っている。
ラジニカーント主演作『Ranuva Veeran』『Moondru Mugam』『Thanga Magan』『Oorkavalan』『Panakkaran』をプロデュースしたR・M・ヴィーラッパンは共同プロデューサーに起用され、この他にV・ラジャマールとV・タミルアラガンも共同プロデューサーに起用された。脚本の執筆はハイデラバードのタージ・バンジャラ・ホテルで行われ、10日間でバーシャの過去編を含む脚本の80%が完成した。台詞の執筆にはバーラクマーランも参加している。また、音楽監督のデーヴァを始めとした『Annaamalai』の技術チームが引き続き『バーシャ! 踊る夕陽のビッグボス』の製作に参加した。ナグマは『Kadhalan』出演時の演技を高く評価したクリシュナによってヒロイン役に起用された。悪役のマーク・アントニー役には複数のボリウッド俳優の名前が挙がったが起用には至らず、最終的にクリシュナは高身長とディープ・ボイスを持つラグヴァランを候補に挙げた。ラジニカーントもクリシュナの考えに賛同し、クリシュナはラグヴァランの邸宅を訪問して役柄について説明した。説明を聞いたラグヴァランは役柄を気に入り、出演を快諾した。

### 撮影
1994年8月から主要撮影が始まり、5か月程度で完了した。ムフラト・ショットはAVMプロダクションのスタジオ（後にこのスタジオは「ラジニ・ピライヤル・テンプル（Rajni Pillaiyar Temple）」と呼ばれるようになった）で行われ、ラジニカーントのファンが特別招待された。「Naan Autokaaran」の振り付けはタルン・クマールが担当した。当初、クリシュナはラグラームに振り付けを依頼する予定だったが、ラジニカーントの推薦でタルンが起用された。タルンは5日間で振り付けを完成させ、AVMスタジオで50人のダンサーを集めてリハーサルが行われた。「Naan Autokaaran」は『Annamalai』の「Vandhenda Paalakaaran」と同じく、ラジニカーントがレンズを覗き込むジャスチャーをすることで観客を直接見ているように感じさせることを企図していた。このジェスチャーは『Annamalai』で効果的だったため、ラジニカーントは「Naan Autokaaran」のシーンを長くするようにクリシュナに求めた。クリシュナは見た目がだらしなく感じられる衣装を着るように提案したが、ラジニカーントは紳士服仕立ての衣装を着て撮影し、クリシュナに対して「この衣装でも観客は違和感を感じないだろう」と語った。撮影はヴィジャヤ・ヴォーヒニ・スタジオのオープンスペースで行われ、100人のダンサーを動員して4日間かけて撮影された 。振付師のカリヤーンとアショーク・ラージもダンサーとして参加している。
映画の前半シーンは23日間かけて撮影された。マニカムが悪党の手下と闘うシーンでは「Naan oru thadava sonna, nooru thadava sonna madhiri（1回言ったことは100回言ったのと同じことだ）」という台詞が登場する。クリシュナはバーラクマーランに対して、マニカムの新たな側面が明らかになるシーンで使用するため、シンプルながらも効果的な台詞が必要になると伝えていた。台詞を中心としたシークエンスの撮影初日、ラジニカーントは「Naan oru vaatti sonna, nooru vaatti sonna madhiri」という台詞を思いつき、クリシュナとバーラクマーランに感銘を与えた。ラジニカーントはリハーサルを繰り返す中で、「vaatti」よりも「thadava」の方がより効果的な口調になると伝え、クリシュナは彼の提案を受け入れて台詞の一部を変更した（ただし、どちらも同じ意味の言葉である）。しかし、バーラクマーランは2人の意見に反対したため、ラジニカーントは彼の前で「vaatti」「thadava」の2パターンの台詞を話して変更を納得させた。この台詞は映画の中で5回登場し、映画の成功を受けて多くの人々が真似する台詞となった。マニカムが弟を守るためにリンチされるシーンと、その後の悪党たちとのアクションシーンはラージュが振り付けを担当している。
クリシュナはR・M・ラーマリンガムから「父ヴィーラッパンが面会を求めている」と告げられ、マニカムがインドランに殴られるシーンの撮影を終えた後に面会し、ヴィーラッパンから「ラジニカーントが殴られるのは見たくない」としてシーンの削除を求められた。これに対して、ラジニカーントは1994年12月15日にヴィーラッパンをスニークプレビューに招待し、「シーンを削除する場合は再撮影を行い、自分が撮影費用を負担する」と申し出た。このためシークエンスの撮影は5日間中断し、クリシュナとスタント振付師ラージュ、撮影監督P・S・プラカーシュはマニカムの母が怒る描写を追加すること、バックライトの使用や心に響く音楽を使用してシーンの演出を調整することを決めた。マニカムの家と周辺のシーンを含む25のシーンがヴィジャヤ・ヴァウヒニ・スタジオで撮影され、撮影セットは美術監督のマギーが製作した。この他にコメディシーンやナグマをフィーチャリングした歌曲シーン、アーナンダラージのアクションシーンなどがヴィジャヤ・ヴァウヒニ・スタジオで撮影された。

### 音楽
サウンドトラックの作曲はデーヴァ、作詞はヴァイラムトゥが担当している。デーヴァとクリシュナは、当時流行していたラップの要素を取り入れたボニーMスタイルの音楽にしようと考えたが、この方法は上手くいかなかった。次にデーヴァはタミルの現地音楽ガーナ様式を取り入れて作曲を行い、これが「Naan Autokaaran」の原型になった。ラジニカーントとヴァイラムトゥがデーヴァの演奏を聞いた後、ヴァイラムトゥは10分間で作詞を行い、デーヴァとサベーシュ＝ムラリがレコーディングを行った。ヴァイラムトゥによると、「Ra Ra Ramaiya」の作詞は8分間で完了したという。「Namma Thozhan」はアクションシーンで流れる「Baatcha Paaru」の別バージョンとして作られ、マニカムがインドランに街路灯に縛られて殴られるシーンで使用されたが、アルバムには「Namma Thozhan」のタイトルで収録されている。
「Style Style Thaan」は「ジェームズ・ボンドのテーマ」をイメージして作曲された。この他に「Azhagu」はR・D・ブルマンが作曲した『Caravan』の「Dilbar Dil Se Pyaare」、バーシャのテーマは『ターミネーター2』のテーマをイメージしている。エニグマの「Carly's Song」のサンプルがマーク・アントニーのテーマに使用された。音楽の権利はAVMオーディオが250万ルピーで獲得した。サウンドトラックはヒットを記録し、ホテル・チョーラ・シェラトンで特別イベントが開催され、ヒットを祝してラジニカーントにプラチナ・ディスクが贈呈された。

## 公開
『バーシャ! 踊る夕陽のビッグボス』はポンガル祭の2日前の1995年1月12日に公開され、テルグ語吹替版も同日公開されている。映画は15か月間上映された。2012年5月25日にデジタル復元されたヒンディー語吹替版が公開され、2017年3月3日にはタミル語オリジナル版がデジタル復元されて再上映された。

## 評価
1995年1月13日にザ・ヒンドゥーは「ラジニはボンベイの犯罪王とタミル・ナードゥ州の平和を愛するリキシャの運転手という異なる2つの役柄を完璧に演じ分け、彼の古いやり方に依存しないように努力していることが感じられた」「スレーシュ・クリシュナはラジニのイメージとファンの好みに合わせて脚本を作り、歌とシークエンスは主人公の魅力を高めるために作られている」と批評している。同月29日にアーナンダ・ヴィカタンはクリシュナがラジニカーントの名誉あるシーンをインテリジェントに作り出し、ラジニカーントが演技とアクションを勇壮に演じたことが鑑賞の醍醐味になっていると批評している。同月23日にニュー・ストレーツ・タイムズのK・ヴィジャンは「あなたがラジニのファンでないなら、期待しない方が良いでしょう。そうすれば失望せずに済みます」と批評している。ラジニカーントは演技を評価され、映画ファン協会賞とシネマ・エクスプレス・アワード最優秀主演男優賞を受賞した。
2007年5月にRediff.comのK・バーラムルガンは「ラジニ・タミル・トップ10」で『バーシャ! 踊る夕陽のビッグボス』を第10位に選び、2008年10月にアウトルックはラジニカーントの台詞「Naan oru thadavai sonna nooru thadavai sonna madhiri」を「インド映画で最もチープな台詞13」に選んでいる。

## リメイク
『バーシャ! 踊る夕陽のビッグボス』はインドで2本（ヴィシュヌヴァルダン主演の『Kotigobba』、ミトゥン・チャクラボルティー主演の『Guru』）、海外で1本（バングラデシュ映画『Sultan』）のリメイク映画が製作された。1996年公開のカンナダ語映画『Soma』は『バーシャ! 踊る夕陽のビッグボス』からインスピレーションを得て製作されている。

## 続編の可能性
『パダヤッパ いつでも俺はマジだぜ!!』の公開後、ラジニカーントとクリシュナは『バーシャ! 踊る夕陽のビッグボス』の続編製作の可能性について話し合った。2人は『バーシャ! 踊る夕陽のビッグボス』が続編を作ったとしても太刀打ちできない作品であるという意見で一致し、ラジニカーントは続編が製作される可能性はないと言及している。